# Samedan
Samedan é uma comuna da Suíça, no Cantão Grisões, com cerca de 2.765 habitantes. Estende-se por uma área de 113,97 km², de densidade populacional de 24 hab/km². Confina com as seguintes comunas: Bergün/Bravuogn, Bever, Celerina/Schlarigna, Lanzada (IT - SO), La Punt-Chamues-ch, Pontresina, Sankt-Moritz, Sils im Engadin/Segl, Silvaplana.
A língua oficial nesta comuna é o Alemão,  sendo o romanche a segunda língua mais frequente (17 % dos habitantes), seguida do italiano, com 15 %.